# Villars-en-Azois
Villars-en-Azois är en kommun i departementet Haute-Marne i regionen Grand Est (tidigare regionen Champagne-Ardenne) i nordöstra Frankrike. Kommunen ligger i kantonen Châteauvillain som tillhör arrondissementet Chaumont. År 2022 hade Villars-en-Azois 62 invånare.

## Befolkningsutveckling
Antalet invånare i kommunen Villars-en-Azois
| Referens: INSEE |